# Papa Estêvão I
Estêvão I (em latim: Stephanus I); (Roma, 210 - Roma 2 de agosto de 257) foi o 23.º Papa da Igreja Católica de  12 de maio de 254 até a data de sua morte. Sucedeu ao Papa Lúcio I.
Nascido em Roma mas de ascendência grega, teve desavenças com as Igrejas de África e da Ásia, a respeito da supremacia da sede de Roma. Enfrentou São Cipriano de Cartago devido à questão do rebatismo dos hereges e pela reabilitação dos bispos Basílides de Leão e Marcial de Mérida, que tinham sido acusados de apostasia. Sob o seu pontificado, intensificaram-se as lutas cismáticas dos seguidores do antipapa Novaciano.
De acordo com alguns historiadores foi martirizado nas perseguições do imperador Valeriano, enquanto que para outros foi decapitado pelos soldados de Décio, na cadeira pontifícia, em 2 de agosto de 257, durante uma cerimônia religiosa realizada na catacumba de São Calisto em que explicava o significado da noite da santa de compartilhar o cálice e o pão e a santidade e grandeza de se servir a Deus.
A festa de Santo Estêvão, para a Igreja Católica, é celebrada no dia 2 de Agosto. Em 1969, uma revisão no calendário removeu o seu dia, mas, de acordo com a Instrução Geral do Missal Romano, a Missa de 2 de Agosto deverá ser, em qualquer lugar, a missa para Santo Estêvão.
Estêvão é o patrono de Hvar, Croácia.